# 綺麗になりたい
『綺麗になりたい』（きれいになりたい）は、1992年10月17日から12月19日まで日本テレビ系列で毎週土曜22:00 - 22:54（JST）に放送されたテレビドラマである。よみうりテレビとPDSの共同制作。

## 概要
自由奔放な両親の影響を受けて育った新米エスティシャンの朝山風子が幼い頃に別れた父・森也が経営するエステサロンで働き、仲間による嫌味とお客からのいびり、更には自分の容姿へのコンプレックスと葛藤を持ち前の性格で乗り越えながら一人前のエステティシャンになる過程を描く。
主に17歳～32歳を視聴者対象にした、ドラマ界初のエステ業界を舞台にした作品。スタッフは制作にあたり、何度もエステティックサロンに通って取材やインタビューを重ねた。本作の登場人物の多くはそれぞれ強いコンプレックスを抱えていることが特徴。

## キャスト
- 朝山風子(ふうこ)：中江有里

主人公。高校卒業後、父の経営するエステ店でエステティシャンとして働き始める。その目的は自身の「頬がふくれていて、憧れの男性から“キャンディほっぺ”と言われた」ほどのコンプレックスの解消とニューヨーク行きの資金作り。同僚から名前の「風子(ふうこ)」をもじって「ブー子」とからかわれる事がある。
- 長谷川亜未：奥山佳恵

風子の“お客様第1号”になったことで友人になる。「食べた分だけ太ってしまう体質」のコンプレックス解消のため現在ダイエット中で、ありとあらゆるダイエット法に挑戦しては挫折している。彼氏にもらった「9号」の服を着てデートするのが目標。
- 原田優美：大塚寧々

エステティックサロンの店長。風子の一挙一動にはいつもヒヤヒヤしている。女として、桂との権力争いを展開する。
- 石島卓郎：菊池健一郎

予備校生。風子の隣人で悪友であり、何かとちょっかいを出してくる。料理が得意でその腕前は玄人はだし的。
- 砂田涼介：長澤ユキオ

風子に好意を持たれていたが、その風子の顔をおかめ扱いしてコンプレックスの塊にさせてしまう。その後涼介はニューヨーク転勤。風子がニューヨーク行きの資金作りをしている理由の一つは彼にあった。
- 高添つばさ：金子美香

涼介の会社の同僚で、涼介と共にニューヨークに転勤。風子の目の前で涼介を誘惑してみせる。
- 朝山杏子：風吹ジュン

風子の母でエッセイスト。森也と離婚後は風子と一緒に暮らす。「女性の美しさは容姿ではない」が信条。
- 中沢桂：高木美保

エステティックサロンでエリアマネージャー、森也の秘書、そして愛人。その整った容姿のために本音で生きられず、その一挙一動はいつも何か演じている感じである。
- 広瀬森也：鹿賀丈史

風子の父でエステサロン経営者。杏子とは離婚して独身。いわゆるプレイボーイで女心を操る二重人格者と言われているが、いまだ杏子に未練があるような説がある。
- 風子の同僚のエステティシャン：深浦加奈子

（出典：）

## ゲスト出演
- 千春：あめくみちこ（第2話）
- 晶子：高島礼子（第3話）
- 進：斉木しげる（第3話）
- 妙子：井上彩名（第4話、第5話）
- まり：中島唱子（第6話）

「痩せさせて欲しい」と来店したふくよかな体型の女性客。好物はおでんの餅巾着。
- 美和：黒田福美（第7話）
- 桃子：田島令子（第8話）

ひとみの母。常に和服。「娘の脚を細くして欲しい」と娘の桃子を連れて来店した。
- ひとみ：安孫子里香（第8話）

桃子の娘。有名女子校に通っている。
- 清香：未來貴子（第9話）
- さぎり：清水由貴子（第9話）
- 文：左幸子（第10話）
- 川俣しのぶ

## テーマ曲
- 主題歌「天使の休息」

作詞：藤生ゆかり・久松史奈、作曲：藤生ゆかり、編曲：瀬尾一三、歌：久松史奈　
- 挿入歌「風の姿」

作詞・作曲：中島みゆき、編曲：山川恵津子、歌：中江有里

## スタッフ
- 脚本：野依美幸 （全話）
- 演出：山本和夫(YTV)、藤井裕也、新村良二、国本雅広、遠田孝一
- 音楽：堀井勝美
- 撮影協力：東京ビューティーセンター
- タイトルバックダンス：流石組（振付：南流石）
- 音楽プロデューサー：諏訪道彦
- 演出補：今井和久
- 制作主任：丸山昌夫
- 制作担当：遠田孝一
- 技術協力：フォーチュン、テイクシステムズ
- プロデュース：山本和夫(YTV)、東城祐司
- プロデュース補：尼子大介
- 制作：よみうりテレビ、PDS

## サブタイトル
| 話数 | 放送日         | サブタイトル          | 演出     |
| ---- | -------------- | --------------------- | -------- |
| 1    | 1992年10月17日 | めざせ! 9号の女       | 山本和夫 |
| 2    | 10月24日       | ブライダルエステ      | 山本和夫 |
| 3    | 10月31日       | 夫の知らないエステ妻  | 山本和夫 |
| 4    | 11月7日        | 自身もとうよ!         | 藤井裕也 |
| 5    | 11月14日       | 恋の焦り              | 新村良二 |
| 6    | 11月21日       | 標準体重をブッ飛ばせ! | 国本雅広 |
| 7    | 11月28日       | 女のシワは美しい!?    | 新村良二 |
| 8    | 12月5日        | フトモモの反乱        | 国本雅広 |
| 9    | 12月12日       | 美人の敗北            | 遠田孝一 |
| 10   | 12月19日       | 命短かし、恋せよ乙女  | 国本雅広 |

## 関連商品

### サウンドトラック
- Charming 「綺麗になりたい」サウンドトラック 音楽：堀井勝美

### VHS
- 綺麗になりたい Vol.1
- 綺麗になりたい Vol.2
- 綺麗になりたい Vol.3
- 綺麗になりたい Vol.4

※全4巻ポリドールより1993年7月25日に販売。

### DVD
- 綺麗になりたい コレクターズDVD [2]

※2021年2月26日にTCエンタテインメント（発売元：ベストフィールド）より販売。